# Verme del futuro
Verme del futuro (Future-Worm!) è una serie televisiva animata statunitense del 2016, creata da Ryan Quincy.
La serie segue le avventure di Danny e Verme del futuro, che viaggiano nel tempo usando una macchina del tempo.
La serie è stata trasmessa per la prima volta negli Stati Uniti su Disney XD dal 1º agosto 2016 al 19 maggio 2018, per un totale di 21 episodi (e 40 segmenti) ripartiti in una stagione. In Italia la serie è stata trasmessa su Disney XD dal 12 dicembre 2016.

## Trama
La serie segue Danny Douglas, un ragazzo di 13 anni che crea una macchina del tempo per tornare nel passato. Tuttavia viene messo fuori combattimento nel futuro quando i futuri scienziati lo scopriranno. A causa delle sue dimensioni ridotte, gli scienziati usano Verme del futuro, un verme con visiera con foto recettore, addominali in titanio e barba a prova di proiettile. Il verme torna sulla linea temporale di Danny e i due fanno amicizia.

## Episodi
| Stagione       | Episodi | Prima TV USA | Prima TV Italia |
| -------------- | ------- | ------------ | --------------- |
| Prima stagione | 21      | 2016-2018    | 2016-2019       |
| Corti          | 5       | 2015         | inediti         |

## Personaggi e doppiatori

### Personaggi principali
- Danny Douglas, voce originale di Andy Milonakis.
- Verme del futuro (in originale: Future-Worm), voce originale di James Adomian, italiana di Alessandro Ballico.
- Bug, voce originale di Jessica DiCicco.
- Robo-Carp, voce originale di Ryan Quincy.

### Personaggi ricorrenti
- Doug Douglas, voce originale di Ryan Quincy.
- Megan Douglas, voce originale di Melanie Lynskey, italiana di Francesca Rinaldi.
- Steak Starbolt, voce originale di Jonathan Frakes.
- Narratore, voce originale di Corey Burton.
- Danny del futuro (in originale: Future Danny), voce originale di Paul Williams.
- Neil deGrasse Tyson, voce originale di Neil deGrasse Tyson.
- Gloopie.
- Mostro Acciuga (in originale: Anchovy Monster).

### Personaggi secondari
- Dott. Wolfman, voce originale di Bobcat Goldthwait, italiana di Andrea Oldani.
- Mr. Zarlid, voce originale di Andrew Daly, italiana di Gianluca Solombrino.
- Mr. Bleaker, voce originale di Jeff Ross, italiana di Luigi Ferraro.

## Produzione
I personaggi della serie sono apparsi per la prima volta nel 2015 durante un lineup di Disney XD. Nello stesso anno sono stati trasmessi cinque cortometraggi basati sulle avventure degli stessi personaggi.
Disney iniziò la produzione della serie nell'autunno del 2015, tuttavia, con il debutto della serie animata Pickle and Peanut il 2 settembre 2015, Verme del futuro ha cominciato la sua trasmissione il 1º agosto 2016.